# Parlamentswahl in Sierra Leone 1962
Die Parlamentswahl in Sierra Leone 1962 fand am 25. Mai 1962 in Sierra Leone statt. Es war die erste allgemeine Wahl des Parlaments nach der Unabhängigkeit vom Vereinigten Königreich. 
Zur Wahl standen 62 Sitze, wofür sich 216 Kandidaten bewarben. Vier Sitze gingen ohne Gegenkandidaten an die Sierra Leone People’s Party (SLPP), zwei an den All People’s Congress (APC) und ein Sitz an einen unabhängigen Kandidaten. Die SLPP stellte insgesamt 59 Kandidaten, der APC 32, das Sierra Leone Progressive Independence Movement (SLPIM) and the United Progressive Party (UPP) jeweils vier. Es gab 17 unabhängige Kandidaten.

## Ergebnis
Die SLPP unter Premierminister Milton Margai gewann die Wahlen, obwohl diese weniger Stimmen als unabhängige Kandidaten erhielt.
- SLPP: 28
- APP: 16
- SLPIM: 4
- Unabh.: 14
- Chiefs: 12

| Partei                            | Stimmen | Stimmenanteil | Sitze    |
| --------------------------------- | ------- | ------------- | -------- |
| SLPP                              | 230.118 | 34,7 %        | 28 (+4)  |
| APP                               | 114.333 | 17,2 %        | 16 (neu) |
| SLPIM                             | 34.839  | 15,2 %        | 04 (neu) |
| UPP                               | 1660    | 00,3 %        | 00 (−5)  |
| Unabhängige Kandidaten            | 282.724 | 42,6 %        | 14 (+4)  |
| Paramount Chiefs (indirekte Wahl) | –       | –             | 12       |
| GESAMT                            | 66.674  | 100 %         | 74       |